# Roy Barbour
Roy Hilton Barbour (ur. 2 czerwca 1935 w Bulawayo) – rodezyjski hokeista na trawie, olimpijczyk.
Uczestnik Letnich Igrzysk Olimpijskich 1964, na których reprezentował Rodezję Południową (późniejsze Zimbabwe) w zawodach hokeja na trawie. Zagrał w dwóch z sześciu spotkań fazy grupowej. Były to kolejno mecze przeciwko reprezentacjom Wielkiej Brytanii (1–4) i Pakistanu (0–6). W spotkaniu z Wielką Brytanią zagrał jako prawy łącznik, a przeciwko Pakistanowi jako środkowy pomocnik – nie strzelił żadnego gola. Drużyna Rodezji zajęła 6. miejsce w grupie, a w końcowym zestawieniu 11. pozycję ex aequo z Belgią (na 15 startujących reprezentacji).